# Либерија на Светском првенству у атлетици у дворани 2016.
Либерија је учествовала на 16. Светском првенству у атлетици у дворани 2016. одржаном у Портланду од 17. до 20. марта девети пут. Репрезентацију Либерије представљала је 1 атлетичарка која се такмичила у трци на 60 метара,.
На овом првенству такмичарка Либерије није освојила ниједну медаљу нити је остварилѕ неки резултат.

## Учесници
Жене:
- Пхобај Куту-Акои — 60 м

## Резултати

### Жене
| Атлетичарка      | Дисциплина | Лични рекорд | Квалификације | Квалификације | Полуфинале            | Полуфинале            | Финале                | Финале       | Детаљи |
| Атлетичарка      | Дисциплина | Лични рекорд | Резултат      | Место         | Резултат              | Место                 | Резултат              | Место        | Детаљи |
| ---------------- | ---------- | ------------ | ------------- | ------------- | --------------------- | --------------------- | --------------------- | ------------ | ------ |
| Пхобај Куту-Акои | 60 м       | 7,41         | 7,56          | 6. у гр. 2    | Није се квалификовала | Није се квалификовала | Није се квалификовала | 35 / 44 (45) |        |